# Stibasoma venenata
Stibasoma venenata är en tvåvingeart som först beskrevs av Osten Sacken 1886.  Stibasoma venenata ingår i släktet Stibasoma och familjen bromsar. Inga underarter finns listade i Catalogue of Life.